# Przysłop (Schlesische Beskiden)
Der Przysłop ist ein Berg in Polen. Mit einer Höhe von 1029 m ist er einer der höheren Berge  im Barania-Kamm in den Schlesischen Beskiden. Der Gipfel gehört zum Gemeindegebiet von Wisła. Unweit des Gipfels befand sich im 19. Jahrhundert die höchstgelegene Almhütte der Schlesischen Beskiden.

## Tourismus
- Auf den Gipfel führen markierte Wanderwege von Wisła.
- Unterhalb des Gipfels befindet sich die gleichnamige Alm mit der PTTK-Berghütte Barania Góra sowie das Weichselquellenmuseum. Im 19. Jahrhundert stand hier das Jagdschloss der Habsburger, das im 20. Jahrhundert ins Stadtzentrum gebracht wurde.